# 일본 예술원

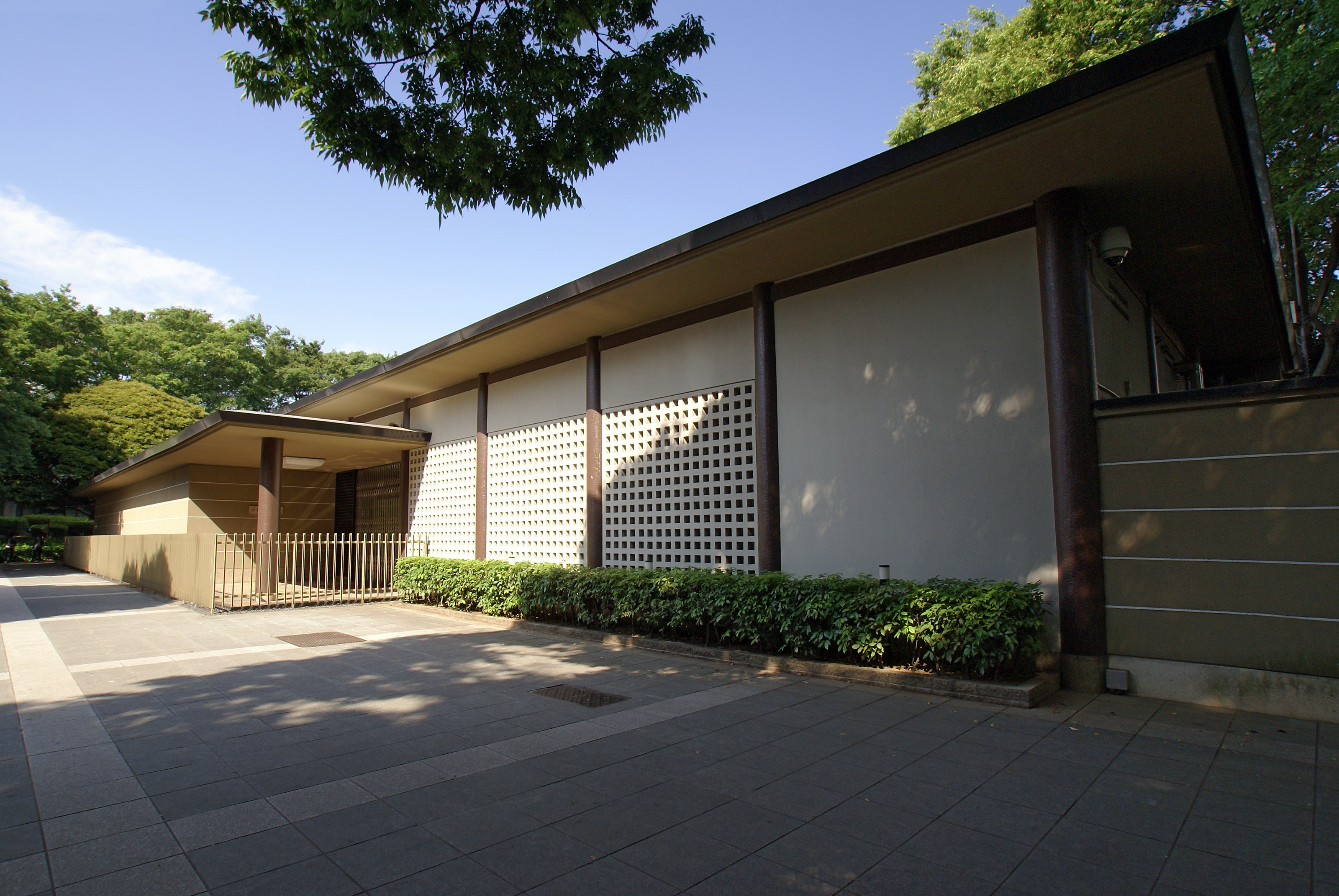
일본 예술원

일본 예술원(일본어: 日本芸術院 니혼게이주쓰인[*])은 미술 · 문학 · 공예 · 음악 · 예능 등 예술의 다양한 분야에서 뛰어난 공적이 있는 예술가를 우대하고 현창하고자 설립한 일본 문화청 소속의 특별 기관이다. 우에노 공원 내에 있다.